# João Tomé
João Tomé Esteves Baptista (Barreiro, Portugal, 12 de febrero de 2003), conocido como João Tomé, es un futbolista portugués que juega como defensa en el Rio Ave F. C. de la Primeira Liga.

## Trayectoria
Firmó una renovación de contrato con el S. L. Benfica en agosto de 2021.

## Selección nacional
Ha representado a Portugal en las categorías inferiores.

## Estadísticas

### Clubes
Actualizado al último partido disputado el 2 de noviembre de 2024.
| Club                       | Div.          | Temporada     | Liga  | Liga  | Copas nacionales | Copas nacionales | Copas internacionales | Copas internacionales | Total | Total |
| Club                       | Div.          | Temporada     | Part. | Goles | Part.            | Goles            | Part.                 | Goles                 | Part. | Goles |
| -------------------------- | ------------- | ------------- | ----- | ----- | ---------------- | ---------------- | --------------------- | --------------------- | ----- | ----- |
| S. L. Benfica "B" Portugal | 2.ª           | 2021-22       | 12    | 1     | —                | —                | —                     | —                     | 12    | 1     |
| S. L. Benfica "B" Portugal | 2.ª           | 2022-23       | 26    | 1     | —                | —                | —                     | —                     | 26    | 1     |
| S. L. Benfica "B" Portugal | 2.ª           | 2023-24       | 28    | 0     | —                | —                | —                     | —                     | 28    | 0     |
| S. L. Benfica "B" Portugal | Total club    | Total club    | 66    | 2     | 0                | 0                | 0                     | 0                     | 66    | 2     |
| Rio Ave F. C. Portugal     | 1.ª           | 2024-25       | 6     | 0     | 1                | 0                | —                     | —                     | 7     | 0     |
| Rio Ave F. C. Portugal     | Total club    | Total club    | 6     | 0     | 1                | 0                | 0                     | 0                     | 7     | 0     |
| Total carrera              | Total carrera | Total carrera | 68    | 2     | 1                | 0                | 0                     | 0                     | 69    | 2     |